# Arenivaga floridensis
Arenivaga floridensis är en kackerlacksart som beskrevs av Andrew Nelson Caudell 1918. Arenivaga floridensis ingår i släktet Arenivaga och familjen Polyphagidae. Inga underarter finns listade i Catalogue of Life.

## Bildgalleri

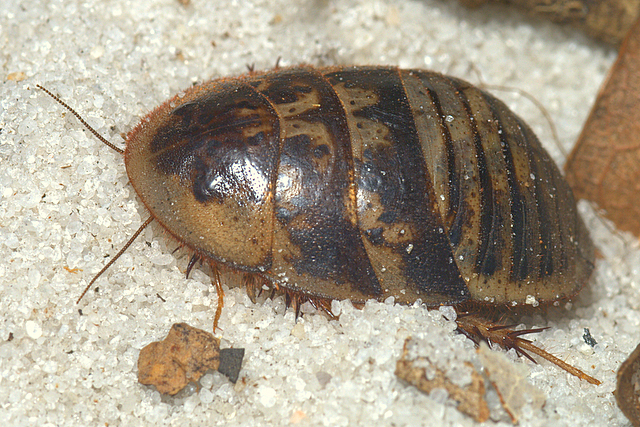